# Арборе
Арборе (рум. Arbore) — село у повіті Сучава в Румунії. Адміністративний центр комуни Арборе.

## Географія
Село розташоване на відстані 366 км на північ від Бухареста, 26 км на захід від Сучави, 140 км на північний захід від Ясс.

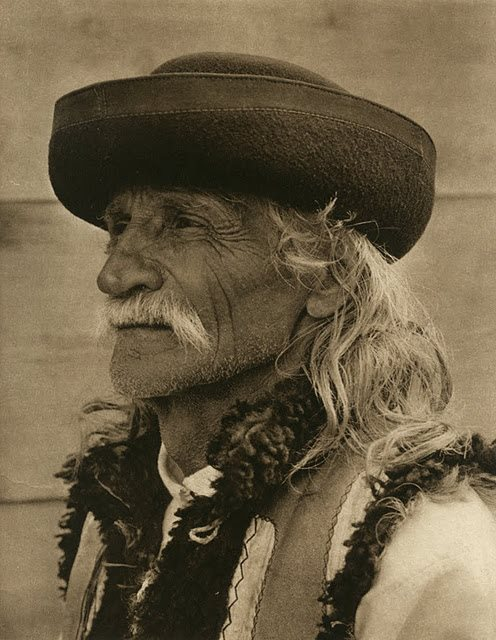
Ґміна Арборе, Сучавський повіт - старожил

## Населення
За даними перепису населення 2002 року у селі проживали 5104 особи. Рідною мовою 5100 осіб (99,9%) назвали румунську.
Національний склад населення села:
| Національність | Кількість осіб | Відсоток |
| -------------- | -------------- | -------- |
| румуни         | 5072           | 99,4%    |
| цигани         | 26             | 0,5%     |